# Daniel Oss
Daniel Oss (né le 13 janvier 1987 à Trente, dans le Trentin-Haut-Adige) est un coureur cycliste italien. Il devient professionnel en 2009 en rejoignant l'équipe Liquigas.

## Biographie

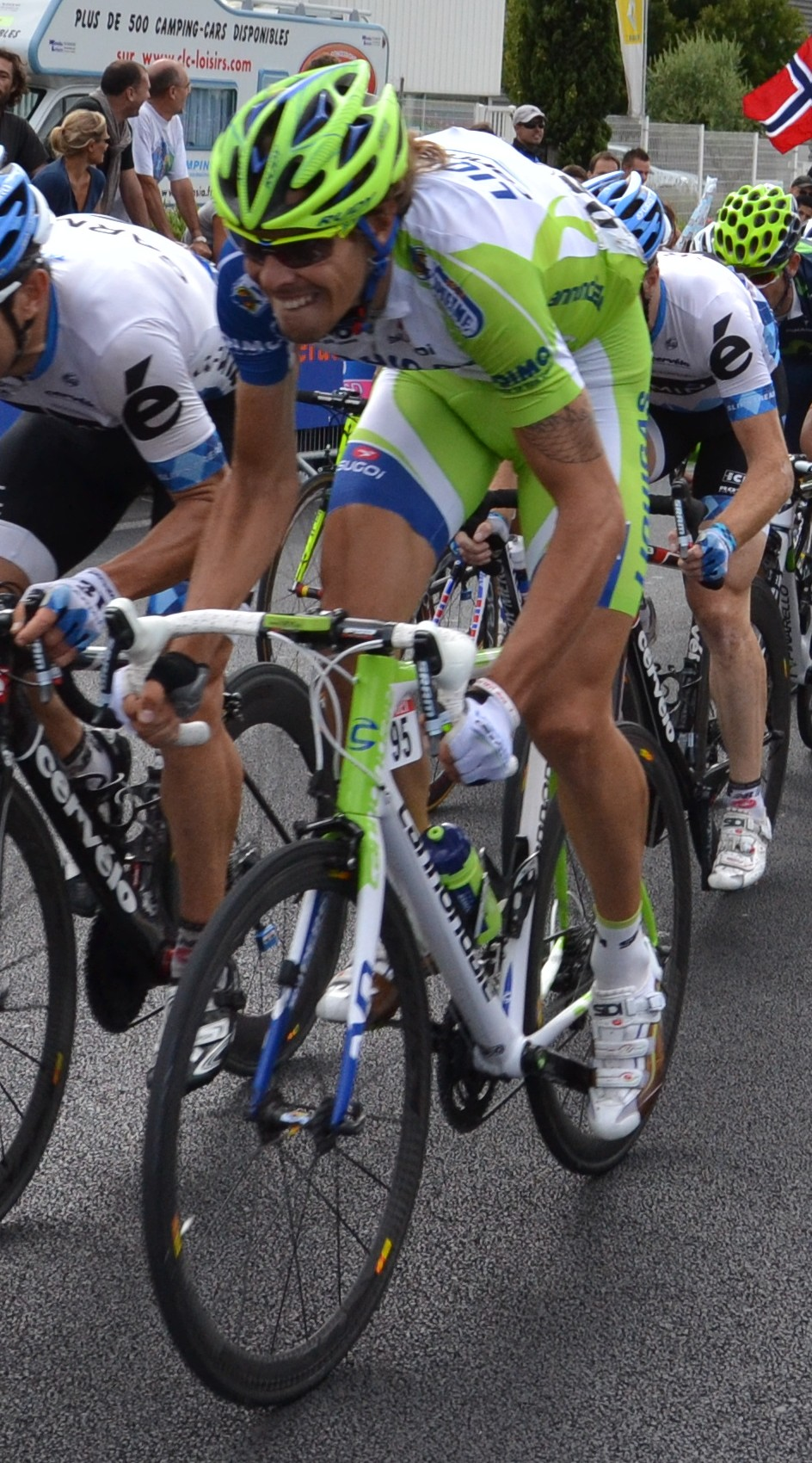
Daniel Oss lors de l'arrivée de la du Tour de France 2011 à Montpellier.

### Jeunesse et carrière amateur
Daniel Oss brille tant sur piste que sur route durant sa jeunesse. Il devient en 2004 champion d'Italie de la poursuite chez les juniors et est 3e du championnat d'Italie du contre-la-montre juniors, remporté par Adriano Malori.
Il effectue un stage en 2008, à 21 ans, dans l'équipe CSC-Saxo Bank à la suite d'une recommandation d'un ancien coureur de l'équipe, Giovanni Lombardi. Cette équipe ne le recrute cependant pas. Elle comptait trois autres stagiaires : Joaquín Novoa qui est parti dans la formation Cervélo Test, Jonathan Bellis et Lasse Bøchman qui eux ont signé chez Saxo Bank.

### Début de carrière professionnelle chez Liquigas
Oss est recruté par Liquigas. En 2010, il participe aux classiques flandriennes, au service de Manuel Quinziato. Il termine au sprint 5e de Gand-Wevelgem, remporté par Bernhard Eisel. Cité parmi les outsiders du Tour des Flandres et de Paris-Roubaix, il ne peut suivre les meilleurs. Fin août, il remporte sa première victoire professionnelle en s'imposant lors du Tour de Vénétie. L'équipe Liquigas-Doimo réalise le doublé car Oss devance son équipier Peter Sagan.

### 2013-2017 chez BMC
En 2013, il rejoint l'équipe américaine BMC Racing. Il est troisième du Grand Prix E3, douzième du Tour des Flandres et quatrième du Tour de Wallonie cette année-là. En janvier 2014, Daniel Oss se blesse au genou lors d'un camp d'entraînement. Il ne lui est pas possible de pédaler pendant une vingtaine de jours en février. Manquant d'entraînement à l'approche des classiques, il renonce à ces dernières et change son programme de courses. En avril, il dispute le Tour du Trentin, dans sa région d'origine. La victoire de BMC au contre-la-montre par équipes lui permet d'occuper la première place du classement général pendant une journée. Le leader de BMC Cadel Evans gagne cette course. Oss dispute ensuite le Tour d'Italie, au service d'Evans, puis le Tour de France, en tant qu'équipier de Tejay van Garderen. En septembre, à Ponferrada en Espagne, il devient champion du monde du contre-la-montre par équipes avec ses coéquipiers.
Au printemps 2015, il se classe dixième du Grand Prix E3, huitième de Gand-Wevelgem, onzième du Tour des Flandres. En juin, il gagne avec ses coéquipiers le contre-la-montre par équipes du Critérium du Dauphiné. Il dispute ensuite le Tour de France, en tant qu'équipier de Van Garderen. Il prend la cinquième place de la première étape. Avec ses coéquipiers, il remporte la neuvième étape, disputée en contre-la-montre par équipes. Oss est sélectionné pour la course en ligne des championnats du monde de Richmond.
En 2017, il joue un rôle déterminant dans le final en tant qu'équipier dans la victoire de Greg van Avermaet à Paris-Roubaix 2017.

### 2018-2021 Bora-Hansgrohe
En 2018, il rejoint son ami Peter Sagan dans l'équipe Bora-Hansgrohe, où il joue principalement un rôle d'équipier lors des classiques et lors du tour de France. Il permet notamment au slovaque de gagner Paris-Roubaix en 2018 puis deux nouveaux maillots vert sur le tour de France en 2018 et 2019. Lors de la 7 ème étape du tour de France 2020, Daniel Oss gagne le prix de la combativité. Il porte un dossard rouge le lendemain. 

### 2021-2023 Total Energies
En 2021, il suit Peter Sagan dans son aventure avec l'équipe française Total Energies, afin de continuer son rôle d'équipier modèle du triple champion du monde.
Oss chute durant la cinquième étape du Tour de France 2022. Une fracture à une vertèbre cervicale lui est diagnostiquée après l'arrivée ce qui le contraint à être non-partant le lendemain.
Il arrête sa carrière sur route à la fin de l'année 2023, comme Peter Sagan. Il pratique ensuite pleinement le gravel avec la marque de cycles Specialized.

## Palmarès sur route

### Palmarès amateur
| - 2004 - 2e du championnat d'Italie du contre-la-montre juniors - 2006 - Coppa Ardigò - Circuito di Bibano - Gran Premio Colli Isolani - Mémorial Guido Zamperioli - Gran Premio Fiera del Riso - 2007 - Gran Premio Famila - Circuito di Bibano - 3e de la Coppa Colli Briantei Internazionale - 3e du Trophée de la ville de Conegliano - 3e de la Medaglia d'Oro Fiera di Sommacampagna | - 2008 - Giro dei Tre Ponti - Coppa Città di Lonigo - Trofeo Sportivi di Briga - Circuito dell'Assunta - 2e du Grand Prix de Poggiana - 2e du Gran Premio Industria del Cuoio e delle Pelli - 3e de La Bolghera - 3e du championnat d'Italie du contre-la-montre espoirs - 3e de la Coppa Collecchio - 8e du championnat du monde sur route espoirs |  |

### Palmarès professionnel
- 2010
  - Tour de Vénétie
  - 5e de Gand-Wevelgem
- 2011
  - 6e étape du Tour du Colorado
  - 3e du Tour de la province de Reggio de Calabre
- 2012
  - 3e du Grand Prix de l'industrie, du commerce et de l'artisanat de Carnago
  - 9e de Milan-San Remo
- 2013
  - 3e du Grand Prix E3
- 2014
  -  Champion du monde du contre-la-montre par équipes
  - 1re étape du Tour du Trentin (contre-la-montre par équipes)
- 2015
  -  Champion du monde du contre-la-montre par équipes
  - 3e étape du Critérium du Dauphiné (contre-la-montre par équipes)
  - 9e étape du Tour de France (contre-la-montre par équipes)
  - 8e de Gand-Wevelgem
  - 10e du Grand Prix E3
- 2016
  - 1re étape du Tirreno-Adriatico (contre-la-montre par équipes)
  -  Médaillé d'argent au championnat du monde du contre-la-montre par équipes
  - 10e du Grand Prix E3
- 2017
  - 1re étape du Tirreno-Adriatico (contre-la-montre par équipes)
  - 1re étape du Tour d'Espagne (contre-la-montre par équipes)
  -  Médaillé d'argent au championnat du monde du contre-la-montre par équipes

### Résultats sur les grands tours

#### Tour de France
11 participations
- 2010 : 124e
- 2011 : 100e
- 2012 : 105e
- 2014 : 69e
- 2015 : 97e, vainqueur de la 9e étape (contre-la-montre par équipes)
- 2018 : 112e
- 2019 : 89e
- 2020 : 105e
- 2021 : 115e
- 2022 : non-partant (6e étape)
- 2023 : 88e

#### Tour d'Italie
4 participations
- 2013 : 140e
- 2014 : 103e
- 2016 : 111e
- 2021 : 112e

#### Tour d'Espagne
1 participation
- 2017 : non-partant (17e étape), vainqueur de la 1re étape (contre-la-montre par équipes)

### Classements mondiaux
| Année                                 | 2007 | 2008 | 2009 | 2010 | 2011 | 2012 | 2013 | 2014 | 2015 | 2016  | 2017  | 2018 | 2019 | 2020  | 2021  | 2022 | 2023  |
| ------------------------------------- | ---- | ---- | ---- | ---- | ---- | ---- | ---- | ---- | ---- | ----- | ----- | ---- | ---- | ----- | ----- | ---- | ----- |
| Calendrier mondial                    |      |      | nc   | 108e |      |      |      |      |      |       |       |      |      |       |       |      |       |
| UCI World Tour                        |      |      |      |      | 161e | 152e | 78e  | nc   | 133e | 200e  | 216e  | 176e |      |       |       |      |       |
| Classement mondial                    |      |      |      |      |      |      |      |      |      | 320e  | 769e  | 512e | 830e | 1189e | 1588e | 729e | 1924e |
| UCI Europe Tour                       | 712e | 478e |      |      |      |      |      |      |      | 1113e | 1232e | 867e | 605e | 917e  | 1118e | 556e | nc    |
| UCI Asia Tour                         | nc   | nc   |      |      |      |      |      |      |      | 589e  | 509e  | 617e |      |       |       |      |       |
|                                       |      |      |      |      |      |      |      |      |      |       |       |      |      |       |       |      |       |
| Légende : nc = non classéSource : UCI |      |      |      |      |      |      |      |      |      |       |       |      |      |       |       |      |       |

## Palmarès sur piste

### Championnats d'Italie
- 2004
  -  Champion d'Italie de poursuite juniors
  - 3e de la poursuite par équipes juniors
  - 3e du scratch juniors
- 2005
  - 3e de la poursuite juniors
- 2006
  -  Champion d'Italie de poursuite par équipes (avec Gianpolo Biolo, Alessandro Cantone et Enrico Peruffo)
- 2009
  -  Champion d'Italie de poursuite par équipes (avec Davide Cimolai, Jacopo Guarnieri et Elia Viviani)
- 2010
  - 3e de la poursuite par équipes

## Palmarès en gravel
- Vénétie 2022
  -  Médaillé d'argent du championnat du monde de gravel

## Distinctions
- Mémorial Gastone Nencini (révélation italienne de l'année) : 2010